# Heliomeris
Heliomeris, biljni rod iz porodice glavočika (Compositae) smješten u podtribus Helianthinae, dio tribusa Heliantheae.
Postoji 6 vrsta, jednogodišnjeg bilja i trajnica. Rod je raširen od jugozapadnog SAD–a do Meksika.

## Vrste
1. Heliomeris hispida (A.Gray) Cockerell
2. Heliomeris longifolia Cockerell
3. Heliomeris multiflora Nutt.
4. Heliomeris obscura Cockerell
5. Heliomeris serboana B.L.Turner
6. Heliomeris soliceps (Barneby) W.F.Yates

## Sinonimi
- Gymnopsis DC.; Prodr. [A. DC.] 5: 561 (1836)